# 竹財輝之助
竹財 輝之助（たけざい てるのすけ、1980年〈昭和55年〉4月7日 - ）は、日本の俳優。熊本県熊本市出身。スターダストプロモーション制作3部所属。妻は俳優の藤真美穂。

## 略歴
高校時代にモデルになることを志望する。九州ルーテル学院大学在学中にモデル事務所に所属し、地元で活動した後に東京都に移住。当初は東京都でもモデル活動をするつもりだったが、レッスンを重ねるうちに演技に興味を持つようになる。2004年、『仮面ライダー剣』で俳優デビュー。2007年、映画『未来予想図 〜ア・イ・シ・テ・ルのサイン〜』で数千名のオーディションを突破し、松下奈緒の相手役に選ばれた。ミュージックビデオに多数出演。テレビドラマや映画のほかバラエティ番組にも出演し、雑誌『Gainer』モデルや『CanCam』『MISS』のメンズモデル、カタログモデルなどでも活動する。
2014年2月20日、女優の藤真美穂と結婚。2018年1月、第1子となる娘が誕生した。
2018年、主演した深夜ドラマ『ポルノグラファー』は話題作となり、配信動画サービスFODの入会動機1位を獲得した。
2018年から、Eテレ『旅するスペイン語』にナビゲーターとして出演。
2019年10月5日、中国・上海で行われた中国配信プラットフォーム・bilibiliが主催のイベント「bilibili world 2019」に出席。TwitterとWeiboを始めることが発表された。

## 人物
趣味はバイク・読書・野球・ゴルフ、特技は乗馬・料理。大学では心理学に興味を持ち、カウンセラーになるために勉強していた。
中国では「33」（先生）や「整形式演技」などとも呼ばれている。
『夫の家庭を壊すまで』をはじめ、クズの役に起用されることが多く、「役者人生3分の2、クズやってます」と自嘲している。

## 出演

### テレビドラマ
- 仮面ライダー剣（2004年1月25日 - 2005年1月23日、テレビ朝日） - 白井虎太郎 役
- GO!GO!キッチン（2005年5月、TOKYO MX）
- ドラマ30 ヤ・ク・ソ・ク 第26話 - （2005年7月4日 - 、毎日放送・TBS） - サム 役
- 緋の十字架 第15話 - 最終話（2005年10月3日 - 12月28日、東海テレビ・フジテレビ） - 大河内浩一 役
- 輪舞曲（2006年1月15日 - 3月26日、TBS） - 夏目聡史 役
- 59番目のプロポーズ（2006年7月11日、日本テレビ） - トオル 役
- 怨み屋本舗（2006年7月14日 - 9月29日、テレビ東京） - シュウ役
  - スペシャル 〜家族の闇 モンスター・ファミリー〜（2008年1月6日）
- レガッタ〜君といた永遠〜 第3話（2006年7月28日、テレビ朝日）
- 愛の劇場 砂時計（2007年3月12日 - 6月1日、TBS） - 北村大悟 役
- NEW TYPE 〜ただ、愛のために〜 第1話（2008年3月27日、TBS） - クォン 役
- 東京少女水沢エレナ「君の歌」 第1話・第2話（2008年5月3日・10日、BS-TBS） - 堀口 役
- 土曜ワイド劇場（テレビ朝日）
  - ショカツの女〜新宿西署・刑事課強行犯係（2008年5月17日） - 沢木雄介 役
  - 新・棟居刑事シリーズ8 棟居刑事の黒い祭（2015年3月14日） - 市川貴之 役
  - 京都美食タクシー殺人レシピ（2015年6月13日） - 橋本暁 役
- 大河ドラマ（NHK）
  - 篤姫 第33話（2008年8月17日） - 有栖川宮熾仁親王 役
  - 鎌倉殿の13人 第1話 - 第11話 （2022年1月9日 - 3月20日） - 伊東祐清 役[17]
- 女子大生会計士の事件簿（2008年10月8日 - 12月27日、BS-TBS） - 柿本一麻 役[18]
- RESCUE〜特別高度救助隊 第5話（2009年2月21日、TBS） - 遠藤マサト 役
- リセット 第12話（2009年4月2日、読売テレビ） - 藤本真司 役
- LOVE GAME 第6話（2009年5月28日、読売テレビ） - 長沼周平 役
- 猿ロック Episode2（2009年8月6日 - 20日、読売テレビ） - 三田 役
- ブザー・ビート〜崖っぷちのヒーロー〜 最終話（2009年9月21日、フジテレビ） - 福井 役
- オトメン（乙男）〜秋〜 第2話（2009年10月20日、フジテレビ） - ケンジ 役
- 探偵Xからの挑戦状! season2 第4回（2009年11月18日／25日、NHK） - 吉村刑事 役
- 月曜ゴールデン（TBS）
  - おばさん会長・紫の犯罪清掃日記!ゴミは殺しを知っている 第8作（2010年2月1日） - 桜井公彦 役
  - 女流ミステリー作家 薬師寺叡子 京都殺人ダイアリー（2015年2月9日） - 田中秀太 役
- トラブルマン（2010年4月9日 - 7月9日、テレビ東京） - 尾崎トキオ 役
- 東京リトル・ラブ セカンドシーズン（2010年7月1日 - 8月20日、フジテレビ） - 高原春人 役
- 世にも奇妙な物語（フジテレビ）
  - 世にも奇妙な物語 20周年スペシャル・秋 〜人気作家競演編〜『栞の恋』（2010年10月4日） - 高田啓二 役
  - 世にも奇妙な物語’24 夏の特別編「週刊 元恋人を作る」（2024年6月8日） - 大谷 役[19]
- 霊能力者 小田霧響子の嘘 第8話（2010年11月28日、テレビ朝日） - 香取陽介 役
- URAKARA 第10話（2011年3月25日、テレビ東京） - 武松健司 役
- 名探偵コナン 工藤新一への挑戦状 第11話（2011年9月15日、読売テレビ・日本テレビ） - 大場悟 役
- QP 第4話・第9話・第10話・最終話（2011年10月26日・11月30日・12月7日・28日、日本テレビ） - 米田 役
- 怪盗ロワイヤル（2011年10月28日 - 12月23日、TBS） - 三上眞人 役
- ミューズの鏡（2012年1月14日 - 6月23日、日本テレビ） - 近衛司 役
- 恋愛ニート〜忘れた恋のはじめ方 第1話・第9話（2012年1月20日・3月16日、TBS） - 佐藤一史 役
- 連続テレビ小説（NHK）
  - 梅ちゃん先生 第11週～（2012年6月11日～9月29日） - 木下 役[20]
    - 梅ちゃん先生〜結婚できない男と女スペシャル〜（2012年10月：NHK BSプレミアム）
- 相棒 Season 11 第8話（2012年12月5日、テレビ朝日） - 時田正人 役
- カウンターのふたり シーズン2 第15話「赦しを乞う人」（2013年2月8日、BS12 トゥエルビ） - 高倉君人 役
- 80年後のKENJI 〜宮沢賢治映像童話集〜 「黄いろのトマト」（2013年2月27日、NHK BSプレミアム）
- めしばな刑事タチバナ 最終話（2013年7月3日、テレビ東京） - 桐山光 役
- WONDA×AKB48 ショートストーリー「フォーチュンクッキー」 第2話 「おかずスティール」（2013年7月7日、フジテレビ） - 定食屋の客 役
- 半沢直樹 第2部（2013年8月25日 - 9月22日、TBS） - 島田亮太 役
- 49 第4話 - 第6話（2013年10月27日 - 11月10日、日本テレビ） - 陶芸家 役
- 恋するイヴ（2013年12月24日、日本テレビ） - 橋口 役
- 新春ドラマスペシャル“新参者”加賀恭一郎「眠りの森」（2014年1月2日、TBS） - 佐野刑事 役
- 天誅〜闇の仕置人〜（2014年1月24日 - 3月14日、フジテレビ） - 一ノ瀬大和 役
- 緊急取調室 第5話（2014年2月13日、テレビ朝日） - 真木祐介 役
- 西村京太郎サスペンス 十津川捜査班9（2014年7月25日、フジテレビ） - 黒田大輔 役
- HERO 第7話（2014年8月25日、フジテレビ） - 城山圭吾 役
- 「十七歳」（2014年8月30日、フジテレビTWO） - 珠井平介 役
- GTO 第9話（2014年9月2日、関西テレビ） - 木原元一 役[21]
- 素敵な選TAXI 第1話（2014年10月14日、関西テレビ） - 金崎 役
- 前科ありの女たち（2014年11月28日、フジテレビ） - 元山竜二 役
- DOCTORS3 最強の名医 第1話（2015年1月8日、テレビ朝日） - 平林昌幸 役
- まっしろ 第2話（2015年1月20日、TBS） - 井坂吾朗 役
- 信州山岳刑事 道原伝吉3（2015年4月8日、テレビ東京） - 浪岡亮 役
- マジすか学園5 第1・2話[注 1]（2015年8月25日、日本テレビ） - 浦沢昌志 役
- 警視庁捜査一課長〜ヒラから成り上がった最強の刑事!5（2015年10月17日、テレビ朝日） - 宇佐美祐介 役
- サムライせんせい 第5話（2015年11月20日、テレビ朝日） - 手塚工平 役
- ダメな私に恋してください 第3話 - 最終話（2016年1月26日 - 3月15日、TBS） - 黒沢一 役
- ドクター調査班〜医療事故の闇を暴け〜 第4話（2016年5月13日、テレビ東京） - 大川真一 役
- 諏訪のスゴ腕警察医2（2016年6月1日、テレビ東京） - 長瀬雄太 役
- ラブラブエイリアン 第5話・第6話・第9話[注 2]・第11話・第16話・第17話・第25話（2016年7月28日・8月4日・11日・25日・9月15日、フジテレビ） - 棚橋拓海 役
  - ラブラブエイリアン2  第15話（2018年3月6日）
- キャバすか学園 第9話（2017年1月8日、日本テレビ） - 浦沢昌志 役
- 君はペット（2017年2月6日 - 6月19日、フジテレビ） - 蓮實滋人 役[22]
- スリル!赤の章〜警視庁庶務係ヒトミの事件簿 第3話・第4話（2017年2月22日・3月15日、NHK） - 森岡三郎 役
- 北風と太陽の法廷（2017年3月17日、日本テレビ） - 梨元重幸 役
- ラブホ! 第1話（2017年4月9日、フジテレビTWO） - アキラ 役
- 絶対、大丈夫（2017年6月25日、WOWOW） - タカシ（森山直太朗のマネージャー）役[23]
- 山本周五郎時代劇 武士の魂 第5話（2017年6月6日、BSテレ東） - 結城新一郎 役
- 宮沢賢治の食卓 第3話（2017年7月1日、WOWOW） - 遠藤保 役[24]
- トットちゃん!（2017年10月2日 - 12月22日、テレビ朝日） - 清宮啓二 役
- 奥様は、取り扱い注意 第6話（2017年11月8日） - 吉岡達郎 役[25]
- アンナチュラル 第6話（2018年2月16日、TBS） - 岩永充 役
- ポルノグラファー（2018年8月8日 - 9月12日、フジテレビ） - 主演・木島理生 役（猪塚健太とW主演）[26]
  - ポルノグラファー 〜インディゴの気分〜 （2019年7月24日 - 8月27日）[27]
- I”s（2018年12月21日 - 2019年4月26日、BSスカパー!） - 竹沢隆志 役[28]
- 家売るオンナの逆襲 最終話（2019年3月13日、日本テレビ） - 寺内 役[29]
- デジタル・タトゥー（2019年5月18日 - 6月15日、NHK総合） - 伊藤壮輔 役[30]
- わたし、定時で帰ります。 第6話（2019年5月21日、TBS） - 大貫慶太 役[31]
- 時空探偵おゆう 大江戸科学捜査（2019年7月4日 - 8月23日、関西テレビ） - 鵜飼伝三郎 役[32]
- 警視庁ゼロ係〜生活安全課なんでも相談室〜 Season4 第3話（2019年8月2日、テレビ東京） - 梶原健介 役[33]
- 背徳の夜食（2019年9月29日、東海テレビ） - 田所優次 役[34]
- 歪んだ波紋 第4話・最終話（2019年11月24日・12月22日、NHK BSプレミアム） - 相賀宏和 役
- ドクターX〜外科医・大門未知子〜 第8話（2019年12月5日、テレビ朝日） - 八村正義 役[35]
- ミス・ジコチョー〜天才・天ノ教授の調査ファイル〜 第9話・最終話（2019年12月13日・12月20日、NHK総合） - 小泉隆文 役[36]
- 今夜はコの字で コの三[注 3]・コの五[注 4]・コの九 - コの十二[注 5]（2020年1月21日・2月4日・3月3日 - 24日、BSテレ東） - 小林透 役[37]
  - 今夜はコの字で Season2 コの八 - コの十二（2022年5月28日 - 6月26日）[38]
- ランチ合コン探偵〜恋とグルメと謎解きと〜 第3話 - 最終話（2020年1月23日 - 3月12日、読売テレビ・日本テレビ） - 岡徹平 役[39]
- 病室で念仏を唱えないでください 最終話（2020年3月20日、TBS） - 木村和也 役[40]
- 女ともだち（2020年4月12日 - 7月26日、BSテレ東） - 小野沢ミツル 役[41]
- 東京男子図鑑（2020年5月1日 - 7月3日、関西テレビ） - 主演・佐東翔太 役[42]
- マイラブ・マイベイカー（2020年7月14日 - 9月29日、関西テレビ／メ～テレ／テレビ神奈川） - 柏木広 役[43]
- 遺留捜査 スペシャル（2020年8月9日、テレビ朝日） - 浅田元樹 役
- 銀座黒猫物語 最終話（2020年9月17日、関西テレビ） - 主演・大川武史 役[44]
- ノースライト（2020年12月12日・19日、NHK総合） - 鳩山司郎 役
- 年の差婚（2020年12月16日 - 2021年2月10日、MBS・TBS） - 主演・花里晴海 役（葵わかなとW主演）[45]
- その女、ジルバ 第6話 - 最終話（2021年2月13日 - 3月13日、東海テレビ） - 白浜峻輔 役[46]
- 神様のカルテ 第3夜（2021年3月1日、テレビ東京） - 榊原信一 役[47]
- 出会い系サイトで70人と実際に会ってその人に合いそうな本をすすめまくった1年のこと（2021年3月26日 - 5月28日、WOWOW） - 健 役[48]
- にぶんのいち夫婦（2021年6月3日 - 7月29日、テレビ東京） - 中山和真 役[49]
- 大豆田とわ子と三人の元夫 最終話（2021年6月15日、関西テレビ） - 甘勝岳人 役[50]
- ナイト・ドクター 第1話 - 第4話（2021年6月21日 - 7月12日、フジテレビ） - 青山北斗 役[51]
- 今野敏サスペンス 疑念 警視庁強行犯係 樋口顕（2021年10月11日、テレビ東京） - 藍沢悟志 役[52]
  - 警視庁強行犯係 樋口顕 Season2 第2話 - 最終話（2022年7月22日 - 9月3日） - 御子柴隆司 役[53]
- 言霊荘 第4話・第5話・第8話[注 6]（2021年10月30日・11月6日・11月27日、テレビ朝日） - 鈴木大輔 役[54]
- 部長と社畜の恋はもどかしい（2022年1月6日 - 3月24日、テレビ東京） - 堤司治 役[55]
- 駐在刑事 Season3 第6話・最終話（2022年2月18日・2月25日、テレビ東京） - 日比野達矢 役[56]
- ユーチューバーに娘はやらん! 第7話・最終話[注 7]（2022年3月7日・28日、テレビ東京） - 上条修 役[57]
- 寂しい丘で狩りをする（2022年4月23日 - 6月11日、テレビ東京） - 久我健二郎 役[58][注 8]
- やんごとなき一族 最終話（2022年6月30日、フジテレビ） - サイード 役[59]
- オールドルーキー 第2話（2022年7月3日、TBS） - 高槻一成 役[60]
- 競争の番人 第8話 - 第10話（2022年8月29日 - 9月12日、フジテレビ） - 小津耕介 役[61]
- 最果てから、徒歩5分（2022年10月1日 - 11月26日、BSテレ東） - 大森膳 役[62]
- 赤ひげ4 第4回（2022年11月25日、NHK BSプレミアム） - 清吉 役
- ブラック/クロウズ〜roppongi underground〜 Season2（2022年12月14日・21日、フジテレビ） - 浜野実 役[63]
- 全力で、愛していいかな?（2023年2月4日 - 3月24日、テレビ東京 他） - 瀬尾一愛 役[64]
- スタンドUPスタート 第4話（2023年2月8日、フジテレビ） - 野本優作 役[65]
- わたしのお嫁くん（2023年4月12日 - 6月21日、フジテレビ） - 山本正海 役[66]
- CODE-願いの代償- 第1話[注 9]・第4話[注 10] -　第7話（2023年7月2日・23日 - 8月13日、読売テレビ・日本テレビ） - 三宅直人 役[67]
- トリリオンゲーム（2023年7月14日 - 9月15日、TBS） - 長瀬忠則 役[68]
- パリピ孔明 第7話（2023年11月8日、フジテレビ） - 高井戸 役[69]
- Maybe 恋が聴こえる（2023年11月27日 - 12月22日 、TBS） - ボサノバ/雫石誠司 役[70]
- 極限夫婦 第1章「船越夫婦の場合」（2024年1月19日 - 2月2日[71]、関西テレビ） - 船越高弘 役[72]
- 婚活1000本ノック 第2話（2024年1月24日、フジテレビ） - ハートパイ / 高崎祥吾 役[73]
- 厨房のありす 第5話 - 最終話（2024年2月18日 - 3月24日、日本テレビ） - 十嶋晃生 役[74]
- すっぴんヒーロー（2024年2月24日、TBS） - 滝山浩平 役[75]
- 白暮のクロニクル（2024年3月1日 - 5月17日、WOWOW） - 竹之内唯一 役[76][77]
- 街並み照らすヤツら 第3話 - 第5話・最終話（2024年5月11日 - 25日・6月29日、日本テレビ） - 向井哲雄 役[78]
- 柚木さんちの四兄弟。 第21話・第22話（2024年7月1日・2日、NHK） - 理久 役
- 夫の家庭を壊すまで（2024年7月8日 - 9月30日、テレビ東京） - 如月勇大 役[79]
- そんな家族なら捨てちゃえば?（2024年7月19日 - 10月4日、関西テレビ） - 主演・篠谷令太郎 役（岩本蓮加とW主演）[80]
- Shrink-精神科医ヨワイ-（2024年8月31日 - 9月14日、NHK総合・NHK BSプレミアム4K） - 早乙女瞬 役[81]
- 3年C組は不倫してます。（2024年10月2日 - 12月18日、日本テレビ） - 橘豊 役[82]
- 下山メシ 第4話（2024年12月5日、テレビ東京） - 将悟 役[83]
- テレビ熊本ドキュメンタリードラマ 郷土の偉人シリーズ 第32作『夏目漱石〜吾輩が愛した肥後の国より〜』（2025年1月19日、テレビ熊本） -  菅虎雄 役[84]
- アイシー〜瞬間記憶捜査・柊班〜 第2話・第3話（2025年1月28日・2月4日、フジテレビ） - 武田彰 役[85]
- リラの花咲くけものみち 第2話・第3話（2025年2月8日・15日、NHK総合・NHK BSプレミアム4K） - 岸本孝之 役
- 純喫茶つながり、閉店します（2025年3月1日 - 、テレビ愛知） - 主演・鹿野典夫 役[86]
- 1995〜地下鉄サリン事件30年 救命現場の声〜（2025年3月21日、フジテレビ） - 川原則夫 役[87]
- 夫よ、死んでくれないか（2025年4月7日 - 6月23日、テレビ東京） - 甲本光博 役[88]
- 波うららかに、めおと日和 第7話・最終話（2025年6月5日・26日、フジテレビ） - 山崎 役[89]
- こんばんは、朝山家です。 第2話（2025年7月13日、朝日放送テレビ・テレビ朝日） - 深山新之助 役[90]
- 能面検事 第1話 - 第5話（2025年7月11日 - 8月8日、テレビ東京） - 高峰仁誠 役[91]
- 奪い愛、真夏 第3話（2025年8月8日、テレビ朝日）- 呼び込み 役
- コトコト～おいしい心と出会う旅～ 茨城編（2025年8月24日、NHK BSプレミアム4K）- 斎藤譲 役[92]
- 最後の鑑定人 第8話（2025年8月27日、フジテレビ）- 西脇康文 役

### 配信ドラマ
- ON THE ROCK 第2話・第4話（2005年8月、NETCINEMA.TV） - リュウジ 役
- 電報日和 第4話（2011年11月18日、見参楽） - 田中航平 役
- ラブ・スウィング 〜色々な愛のかたち〜（2012年12月～2013年3月、BeeTV） - 野坂雅彦 役
- マジすか学園5 （2015年8月25日、Hulu） - 浦沢昌志 役
- 火花 第1話（2016年6月3日、Netflix）
- スマドラ「恋の503」（2016年12月9日、FOD） - 庄司勝二 役
- Love or Not 第3話 - 第5話（2017年4月3日 - 4月17日、dTV／FOD） - 佐伯 役
- ポルノグラファー（2018年7月28日 - 9月1日、FOD） - 主演・木島理生 役（猪塚健太とW主演）[93]
  - ポルノグラファー 〜インディゴの気分〜 （2019年2月28日 - 4月4日）[94]
  - ポルノグラファー～春的生活 （2021年1月18日）[95]
  - ポルノグラファー～続・春的生活 （2021年3月4日）[96]
- SPECサーガ黎明篇「サトリの恋」 第2話～第6話（2018年10月5日 - 11月2日、Paravi） - 鷹村健太郎 役
- 主人公（2019年9月2日 - 10月7日、YouTube） - 中曽根真也 役[97]
- 東京男子図鑑（2019年12月24日、bilibili） - 主演・佐東翔太 役[98]
- ランチ合コン探偵〜恋とグルメと謎解きと〜 チェインストーリー 第4.5話・第8.5話（2020年1月30日・2月27日、GYAO!） - 岡徹平 役
- ある視点～もう一つの言霊荘～ 第5.5話（2021年11月6日、ABEMA） - 鈴木大輔 役
- 部長と社畜の結婚はもどかしい（2022年3月24日、Paravi） - 堤司治 役[99]
- FODスペシャルドラマ スタンドUPスタート #6.5 就活編（2023年2月22日、FOD） - 野本優作 役[100]
- ひとひらの初恋（2023年3月28日、YouTubeテレビ東京公式ドラマチャンネル） - 望月楓人 役[101]
- わたしのお嫁くん 特別編（2023年6月21日、FOD） - 山本正海 役
- REAL 恋愛殺人捜査班 第1話・第2話（2024年7月5日、FOD） - 新城修司 役[102]
- 【推しの子】 第6話（2024年11月28日、Amazon Prime Video） - ヒムラ 役[103]
- デスキスゲーム（2025年9月9日配信予定、Netflix）

### 映画
- 劇場版 仮面ライダー剣 MISSING ACE（2004年9月11日公開、東映） - 白井虎太郎 役
- 水に棲む花（2006年5月27日公開） - 二階堂楪 役
- マスター・オブ・サンダー 決戦!!封魔龍虎伝（2006年8月19日公開、日活） - 若き日の三徳和尚 役
- チェリーパイ（2006年10月7日公開、アップリンク） - ケンロウ 役
- ガラスのヒール レースクイーンの女神たち THE MOVIE（2006年10月21日公開） - 白銀貴志 役
- 未来予想図 〜ア・イ・シ・テ・ルのサイン〜（2007年10月6日公開、松竹） - 福島慶太 役[104]
- 百万円と苦虫女（2008年7月19日公開、日活） - ユウキ 役
- ニュータイプ ただ、愛のために（2008年11月22日公開） - クォン 役
- 蟹工船（2009年7月4日公開、IMJエンタテインメント） - 雑夫・畑中 役
- 引き出しの中のラブレター（2009年10月10日公開、松竹） - 中倉晃平 役
- パレード（2010年2月20日公開、ショウゲート） - 丸山友彦 役
- 大奥（2010年10月1日公開、松竹） - 白河 役
- 裁判長!ここは懲役4年でどうすか（2010年11月6日公開） - 寺尾検察官 役
- ガチバン アルティメイタム2（2011年9月10日公開、AMGエンタテインメント） - 大和田金次 役
- 劇場版 ミューズの鏡〜マイプリティドール〜（2012年9月29日公開、松竹） - 近衛司 役
- goldfish/キンギョ ※2013年度ショートショートフィルムフェスティバル
- Fly Me to Minami 〜恋するミナミ〜 （2013年12月21日公開） - シンスケ 役[105]
- 想いのこし（2014年11月22日公開、東映） - カンタ 役
- 脳内ポイズンベリー（2015年5月9日公開、東宝） - いちこの元婚約者 役
- ママレード・ボーイ（2018年4月27日公開、ワーナー・ブラザース映画） - 名村慎一 役[106]
- ハッピーメール（2018年8月25日公開、パル企画） - 古川浩介 役[107]
- 劇場版ポルノグラファー〜プレイバック〜（2021年2月26日公開、松竹） - 主演・木島理生 役（猪塚健太とW主演）[108]
- 映画刀剣乱舞-黎明-（2023年3月31日公開、東宝） - 安倍晴明 役[109]
- 毒娘（2024年4月5日、クロックワークス） - 深瀬篤紘 役[110][111][112]
- 劇場版 トリリオンゲーム（2025年2月14日公開、東宝） - 長瀬忠則 役[113]

### オリジナルビデオ
- 『仮面ライダー剣 超バトルビデオ ブレイドVSブレイド』（2004年） - 白井虎太郎 役
- 義経と弁慶（2005年4月21日） - 源義経 役

### バラエティほか
- 世界ウルルン滞在記（2006年5月7日、TBS） - 旅人（イタリア・シチリア島）
- 祝女〜shukujo〜（NHK総合）
  - シーズン1 第3回／第4回／第10回（2010年1月24日／31日／3月28日）
  - シーズン2 第4回（2010年10月21日）
- 戦国鍋TV 〜なんとなく歴史が学べる映像〜（第1期2010年4月～2011年9月、第2期2012年4月～9月、テレビ神奈川／千葉テレビ／テレビ埼玉／サンテレビ）
  - 「戦国武将がよく来るキャバクラ」 - 龍造寺隆信／滝川一益 役
  - 「戦国シアター 戦国被害者の会」 - 織田信秀／山本勘助 役
  - 「戦国盗聴バスター」 - 太田道灌 役
- Dramatic Actors File #54（2012年8月7日、NHK）
- テレビでイタリア語（2013年4月1日 - 9月22日、NHK Eテレ） - ナビゲーター
- オモクリ監督 〜O-Creator's TV show〜（2015年2月1日、フジテレビ） - 「父からのテスト」飯塚悟志 役（池田鉄洋監督によるショートドラマ）
- テレメンタリー2016「がんばれ！熊本大分（２） 咲き誇れ 希望の花よ ～「震度7」に2度襲われた町で～」（2016年7月24日、テレビ朝日） - ナレーター
- 痛快TV スカッとジャパン（フジテレビ）
  - 「高学歴大好きぶりっ子」（2017年10月9日） - 渋川大二 役
  - 《世にも奇妙な女》「彼氏がいるのに合コンに来る女」（2018年9月3日）- 翔太 役
- 旅するスペイン語（2018年10月3日 - 2019年3月20日、NHK Eテレ） - ナビゲーター
- THE突破ファイル（2019年2月7日、日本テレビ）- 再現ドラマ
- 鑑賞マニュアル 美の壺（NHK BSプレミアム）
  - 「古都・奈良の鄙び」File 498（2020年2月28日） - シカオ 役[114]
  - 「食す宝石 塩」File 547（2021年8月13日） - 塩のセールスマン・盛塩清 役
- へんしん! ダンコちゃん（NHK Eテレ） - カットン先生（声）役
  - （2020年7月4日 - 7月25日）
  - （2020年12月12日 - 2021年1月24日）
- 〜両親ラブストーリー〜 オヤコイ（2020年9月24日、読売テレビ） - 再現ドラマ「おかあさんの梅干し」[115]
- 水バラ ローカル路線バス乗り継ぎ対決旅 路線バスで鬼ごっこ7 夏休み!北陸SP（2022年8月3日、テレビ東京） - 松本チーム[116]
- 和モダン時間（タイムス） ～着物でニッポンをさんぽしよう！～（2022年8月31日、BS11）
- 逃走中（2022年12月31日、フジテレビ）[117]
- ボクの即興ごはん～竹財輝之助のひとりキッチン～（2023年3月3日 - 4月14日、BS11）
  - ボクの即興ごはん～竹財輝之助のひとりキッチン～ シーズン2 (2023年7月13日 - 8月31日、BS11)[118]
- おいでよ和歌山「梅の魅力を探す旅 -みなべ町・田辺市編-」（2024年10月27日、BS11）
- 土曜スペシャル ザキヤマの街道歩き旅 10（2024年11月9日、テレビ東京系）
- 「宿で、すごす。緑の山庭に包まれる加賀山代温泉の名宿『べにや無何有』」(2025年6月28日、BSテレ東)[119]
- 煙モクモクの焼肉は、絶対に美味い。(2025年7月19日 - 8月9日、BSテレ東)[120]

### 舞台・コンサート
- 音楽×ダンス×朗読劇100歳の少年と12通の手紙
  - 2012年9月18日：東京グローブ座
- OLei!! 
  - 2014年4月15日 - 20日：SPACE107
- 岸を渡るは別の役をまといしあなた - 演出・出演
  - 2015年12月10日 - 13日：神保町花月
- タクフェス第6弾 あいあい傘 - 竹内力也 役[121]
  - 2018年10月5日： 志木市民会館パルシティ（プレビュー公演）
  - 2018年10月8日： 電力ホール
  - 2018年10月21日： 鳥栖市民文化会館 大ホール
  - 2018年10月24日： 足利市民プラザ文化ホール
  - 2018年11月2日 - 11日： サンシャイン劇場
  - 2018年11月15日： りゅーとぴあ・劇場
  - 2018年11月18日： はつかいち文化ホールさくらぴあ
  - 2018年11月23日 - 24日： 道新ホール
  - 2018年11月30日 - 12月4日： 梅田芸術劇場 シアター・ドラマシティ
  - 2018年12月6日 - 9日： ウインクあいち

- リーディングシアター ダークアリス - 黒ウサギ 役[122]
  - 2019年5月30日： サンシャイン劇場
- 配信舞台「マーダーミステリーシアター」
  - 『演技の代償』(2021年2月20日） - 豊島万里 役[123]
  - 『裏切りの晩餐』（2021年12月14日） - 南瑛人 役[124]
- NHK『世界ふれあい街歩きフィルムコンサートvol.2』- 旅人(ナビゲーター)[125]
  - 2022年11月3[注 11]・4日： ヒューリックホール東京

### ラジオ
- 東貴博のヤンピース　BITTER SWEET CAFE 「未来予想図 アイシテルのサイン 〜another story〜」（2007年9月17日 - 27日、ニッポン放送） - 福島慶太 役
- オリジナルドラマ「半沢直樹」敗れし者の物語by AudioMovie 第7話・第8話（2020年3月24日・31日、TBSラジオ） - 島田亮太 役[126]
- ラジオ深夜便　ママ☆深夜便 ～ 真夜中の絵本「まいごのどんぐり」（2020年4月24日・2021年9月24日・2024年2月23日、NHKラジオ第1・NHK-FM） - 朗読[127][128]

### ミュージックビデオ
- 柴咲コウ「ひと恋めぐり」（2007年）
- DREAMS COME TRUE「ア・イ・シ・テ・ルのサイン 〜わたしたちの未来予想図〜」（2007年）
- 倖田來未「Moon Crying」（2008年）
- RSP「さくら 〜あなたに出会えてよかった〜」（2009年）
- BENI「恋焦がれて」（2009年）
- FUNKY MONKEY BABYS「涙」（2010年）
- onelifecrew「追憶メリーゴーランド」（2010年）
- JUJU「この夜を止めてよ」（2010年）

### CM
- 東日本フェリー「ナッチャンRera×ナッチャンWorld」（2008年）
- 日本経済新聞社（2009年）
  - 『日本経済新聞』
    - タクシー車内・男性
    - タクシー車内・女性
    - タクシー車内・お試しキャンペーン
    - カフェ・女性
    - カフェ・男性
    - タクシー車内・日経ヴェリタスマーケットonline

  - 『日経ヴェリタス』
    - 賢い投資に、2つの視点を。
- 富士フイルム「FinePix F70EXR」（2009年）
- ジャックス『ジャックスカード』（2010年）
  - JACCS×大奥
- DeNA『Mobage』（2011年）
  - ×ゲーム連動ドラマ怪盗ロワイヤル・パスワード5137
  - ×ゲーム連動ドラマ怪盗ロワイヤル・シスターの銃
- ユニリーバ・ジャパン『AXE BLACK カジュアルコントロール パティワックス』（2011年）
  - ソマラナイ自分へ・BODY SOAP～・NEW・8商品
- 龍角散（2013年）
  - 「のどすっきり飴　カミツレ畑編」
- 佐川急便（2013年）
  - 「プロのための、プロがいる。 SAGAWAならできるって編」
- ANA（2015年）
  - 「#ANA PLANET この星で最高のおもてなし編」
- ユニリーバ・ジャパン『AXE BLACK カジュアルコントロール パティワックス』（2016年）
  - ソマラナイ自分へ・BODY SOAP～・NEW・8商品
- フジパン（2017年）
  - 「本仕込 日曜の朝編」
- アサヒ飲料（2018年）
  - 「カラダカルピス 弟が来た編」
- 日産自動車『NOTE e-POWER NISMO』（2018年）
  - 電気の走りに、興奮を・NISMOシリーズ 「日産リーフNISMO、ノートe-POWER NISMO登場」篇
- 小林製薬『ブレスケア ブレスパルファム』（2019年～）
  - 受付・パケ改
- アトラエ『Green』（2020年～）
  - Green_テンテングリグリ篇
  - Green_くるくるオファー篇
  - 転職の常識篇
- アムタス『めちゃコミック』（2020年～2021年）
  - 年の差婚・独占先行配信中
- コミューン株式会社 commmune（2022年）
  - 「切り札」篇
- ニトリ（2023年4月〜6月）[注 12]
  - 「ニトリ×わたしのお嫁くん　TORERU篇」
  - 「ニトリ×わたしのお嫁くん　Nポルダ篇」

### ゲーム
- 仮面ライダー剣（2004年：PS2） - 白井虎太郎 役

## 作品

### 写真集
- SpuR（2010年2月28日：福家書店オンライン）